# Титулярни римокатолически епархии в България
По силата на унията с Римокатолическата църква по време на царуването на крал Калоян (1197 – 1207) папа Инокентий III изпраща палиум (знак за пълномощията на духовния им сан) до българските архиепископи и епископи. Всички български епископии стават диоцези на Римокатолическата църква.
Титулярните римокатолически епископии в България са изброените по-долу.

## Митрополии
- Марцианополска архиепархия (Marcianopolis) – архиепископ Питър Брайън Уелс (от 2016)
- Филипополска архиепархия (Philippopolis in Thracia) – sede vacante от 1967 г.
- Преславска архиепархия (Preslavus) – sede vacante от 1977 г.
- Рациарска архиепархия (Ratiaria) – архиепископ Куриан Метю Ваялункал (от 2016 г.)
- Софийска архиепархия (Serdica) – sede vacante от 1978 г., закрита 1980 г.
- Търновска архиепархия (Ternobus) – sede vacante от 1967 г.
- Велбъждска архиепархия (Velebusdus) – архиепископ Габор Пинтер (от 2016 г.)

## Архиепископии
- Анхиалска архиепархия (Anchialus) – sede vacante от 1965 г.
- Беройска архиепархия (Beroë) – sede vacante от 2000 г.
- Диоклецианополска архиепархия (Diocletianopolis in Thracia) – sede vacante от 2006 г.
- Месемврийска архиепархия (Mesembria) – sede vacante от 2014 г.
- Никополска ад Нестум архиепархия (Nicopolis ad Nestum) – sede vacante от 1981 г.
- Одесоска архиепархия (Odessus) – sede vacante от 1970 г.

## Епископии
- Абритуска епархия (Abrittum) – епископ Ян Еуген Кочиш, бивш апостолически екзарх на Чехия (от 2004 г.), Рутенска гръко-католическа църква
- Апиарска епархия (Appiaria) – епископ Василе Бизъу, помощен епископ на Фъръгаш и Алба Юлия, Румъния (от 2007 г.), Румънска гръко-католическа църква
- Бононийска епархия (Bononia) – епископ Джон Джоузеф МакИнтайър, помощен епископ на Филаделфия, САЩ (от 2010 г.)
- Деултумска епархия (Deultum) – епископ Игнашъс Ентъни Катанело, помощен епископ на Бруклин, САЩ (от 1994 г.)
- Диосполска епархия (Diospolis in Thracia) – sede vacante от 1966 г.
- Доростолска епархия (Dorostorum) – sede vacante
- Германийска епархия (Germania in Dacia) – sede vacante от 1978 г.
- Никополиска ад Ятерум епархия (Nicopolis ad Iaterum) – sede vacante от 1878 г.
- Новенска епархия (Novae) – епископ Гаетано Кастело, от 2021 г.
- Созополска епархия (Sozopolis in Haemimonto) – епископ Томас Тотатил, помощен епископ на Тирувала, Индия (от 2010 г.), Сиро-маланкарска католическа църква
- Трансмарискенска епархия (Transmarisca) – sede vacante